# Split (Verdena)
Split EP è uno split del gruppo Alternative Rock italiano Verdena e del cantautore italiano Iosonouncane uscito nel 2016.

## Descrizione
Si tratta di uno split con due reciproche re-interpretazioni, i Verdena scelgono due brani dal disco Die di Iosonouncane, ovvero Tanca e Carne, assimilandoli a tal punto da farli diventare in tutto e per tutto materiale alla Verdena.
Iosonouncane, invece, sceglie dagli ultimi due dischi dei Verdena Diluvio, tratta da Endkadenz Vol. 1 e Identikit tratta da Endkadenz Vol. 2.

## Tracce
Verdena
1. Tanca - 6:19
2. Carne - 5:25

Iosonouncane
1. Diluvio - 5:02
2. Identikit - 7:21

## Formazione
Verdena
- Alberto Ferrari - voce, chitarra, battito di mani
- Roberta Sammarelli - basso
- Giuseppe Chiara - tastiere, kazoo, battito di mani
- Luca Ferrari - batteria, sintetizzatore, battito di mani
- Claudia Buzzetti - voce in Carne

Iosonouncane
- Iosonouncane - voce, chitarra, tastiere